# Phono- und Radiomuseum
Das Phono- und Radiomuseum (Eigenschreibweise: Phono+Radio-Museum) in Dormagen wurde am 20. Juni 2010 eröffnet.

## Sammlungen
Das Museum führt zwei Sammler und zwei Sammlungen zusammen: zum einen die Sammlung Volkmar Hess von etwa 400 Phonographen, Grammophonen und Plattenspielern, angefangen von Edisons erstem Gerät bis zu Geräten der 1990er Jahre mit der dazugehörigen umfangreichen Sammlung von Tonträgern darunter 30.000 Schellackplatten; zum anderen die Sammlung Helmut Dietsch von etwa 4000 Radios, Magnetophonen, Tonbandgeräten und Fernsehern, darunter US-amerikanische und englische Radios aus den 1920er Jahren und das erste nach dem Zweiten Weltkrieg als Reparationsleistung für die Sowjetunion gebaute Fernsehgerät. In einem Archiv sind Fachbücher und Gebrauchsanleitungen zugänglich.
Seit dem 22. September 2012 kann das Museum das „Ein-Mann-Tonstudio“ von Chris Howland aus dem Jahre 1986 präsentieren, das dieser dem Museum gestiftet hat. Die Übergabe und Präsentation fand in Anwesenheit von Chris Howland und in Verbindung mit einer Plattenbörse und der vierten „Musica Nostalgica“ mit Livemusik des Boogie-Woogie-Pianisten Jörg Hegemann statt.
Die Installation hatte damals rund 100.000 DM gekostet. Howland hat im Stiftungsvertrag den Wunsch geäußert, dass das Studio im Museum auch in Gebrauch genommen und in Workshops Interessierten vertraut gemacht wird. Ein weiteres Highlight ist das erste Mischpult mit Verstärker der Kölner Rockband BAP.
Den beiden Betreibern, Volkmar Hess und Helmut Dietsch, wurde in Würdigung ihres Engagements am 9. Dezember 2018 die Goldene Münze der Stadt Dormagen verliehen.
Am 7. Dezember 2024 verstarb Helmut Dietsch im Alter von 88 Jahren.

## Organisatorisches
Das Museum am Beginn der Bahnhofstraße ist sonntags am Nachmittag geöffnet. Der Eintritt ist frei. Es werden Dauer- und Wechselausstellungen präsentiert. Das Museum zeigt seine Schätze auch landesweit in Kooperation mit anderen Veranstaltern. Es werden musikalische Rahmenveranstaltungen aus der Tonträgersammlung angeboten. Nach Angaben des Museums hat es im zweiten Jahr seines Bestehens etwa 3000 Besucher jährlich.

## Förderverein
Das Museum hat die organisatorische Unterstützung durch die Stadt Dormagen. Ein gemeinnütziger Förderverein will die beiden Museumsgründer unterstützen.